# Maino
Maino, właśc. Jermaine Coleman (ur. 30 sierpnia 1973 w Nowym Jorku) – amerykański raper pochodzący z Brooklynu w Nowym Jorku. Najbardziej znany z singla pt. „All the Above”, który okazał się sukcesem w Stanach Zjednoczonych, sprzedając się w ilości ponad 1 miliona egzemplarzy, tym samym utwór otrzymał status platyny nadany przez Recording Industry Association of America (RIAA).
W przeszłości Coleman spędził 10 lat w zakładzie karnym za kradzież oraz za porwanie dilera narkotyków.
Wartość netto rapera szacuje się na 4 miliony USD.

## Życiorys
Jermaine Coleman urodził się 30 sierpnia 1973 w Nowym Jorku. We wczesnych latach 90. XX wieku Coleman został zatrzymany za udział w porwaniu dilera narkotyków. Groziło mu za to od 5 do 15 lat pozbawienia wolności w zakładzie karnym. Swój pobyt w więzieniu wspomina tak: Przesiadywałem przez 23 godziny na dobę w celi, więc zwyczajnie z nudów zacząłem rapować. Wówczas inspirował się takimi artystami, jak The Notorious B.I.G., Jay-Z czy Lil’ Kim. Po opuszczeniu zakładu karnego w 2003 Maino założył niezależną wytwórnię muzyczną Hustle Hard Entertainment. Raper po serii wydanych mixtape’ów w 2005 został zauważony przez wytwórnię Universal Music Group, z którą następnie podpisał kontrakt muzyczny. Maino opuścił Universal w 2007, twierdząc, że niedostatecznie dobrze go promowała. W tym samym roku raper związał się z wytwórnią Atlantic Records dzięki pomocy 50 Centa.

## Dyskografia
- If Tomorrow Comes... (2009)
- The Day After Tomorrow (2012)